# John Linsey Rand House
A John Linsey (Lindsay) Rand House é uma residência histórica localizada em Friendship em Brown Township, condado de Ripley, Indiana. É propriedade da National Muzzle Loading Rifle Association para uso como sede e escritório nacional, e foi adicionada ao "National Register of Historic Places" em 1994.

## Estilo
A John Linsey Rand House foi construída entre 1875 e 1878 e é uma casa de tijolos de dois andares, planta em "L", de estilo italiano. Consiste em um bloco principal com telhado de "quadril" aproximadamente quadrado com uma ala de cozinha traseira de um andar. O estilo italiano foi popularizado nos Estados Unidos por Alexander Jackson Davis na década de 1840 como uma alternativa aos estilos gótico ou revival grego.:5

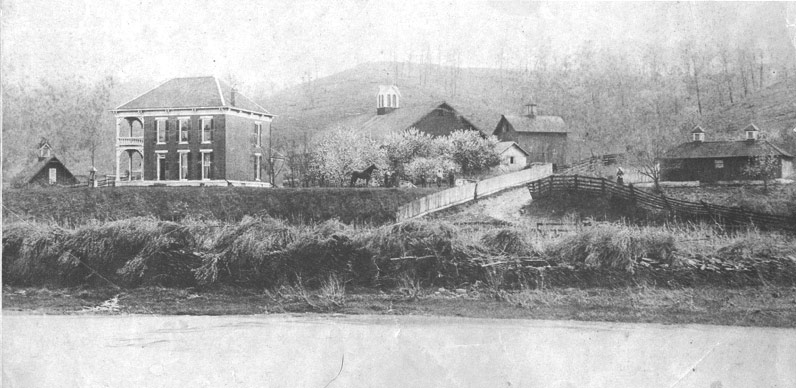
John Linsey Rand House ca. 1880.

## Construtor e proprietários posteriores
A propriedade original pertencia a Thomas Wilson (1784–1874) e fazia parte de uma propriedade com várias centenas de hectares. Após sua morte, sua terra foi dividida entre 3 herdeiros, incluindo sua filha Elizabeth Ellen (Wilson) e seu marido John L. Rand.
John L Rand começou a construção da casa em 1875. A família, que incluía 1 menino e 2 meninas, mudou-se para a casa em 1878. Nos anos seguintes, a propriedade foi melhorada com a adição de uma casa de apoio (à direita em foto antiga), um celeiro de 3 andares (à direita da casa), um depósito (à direita do celeiro) e galinheiro (extrema esquerda).

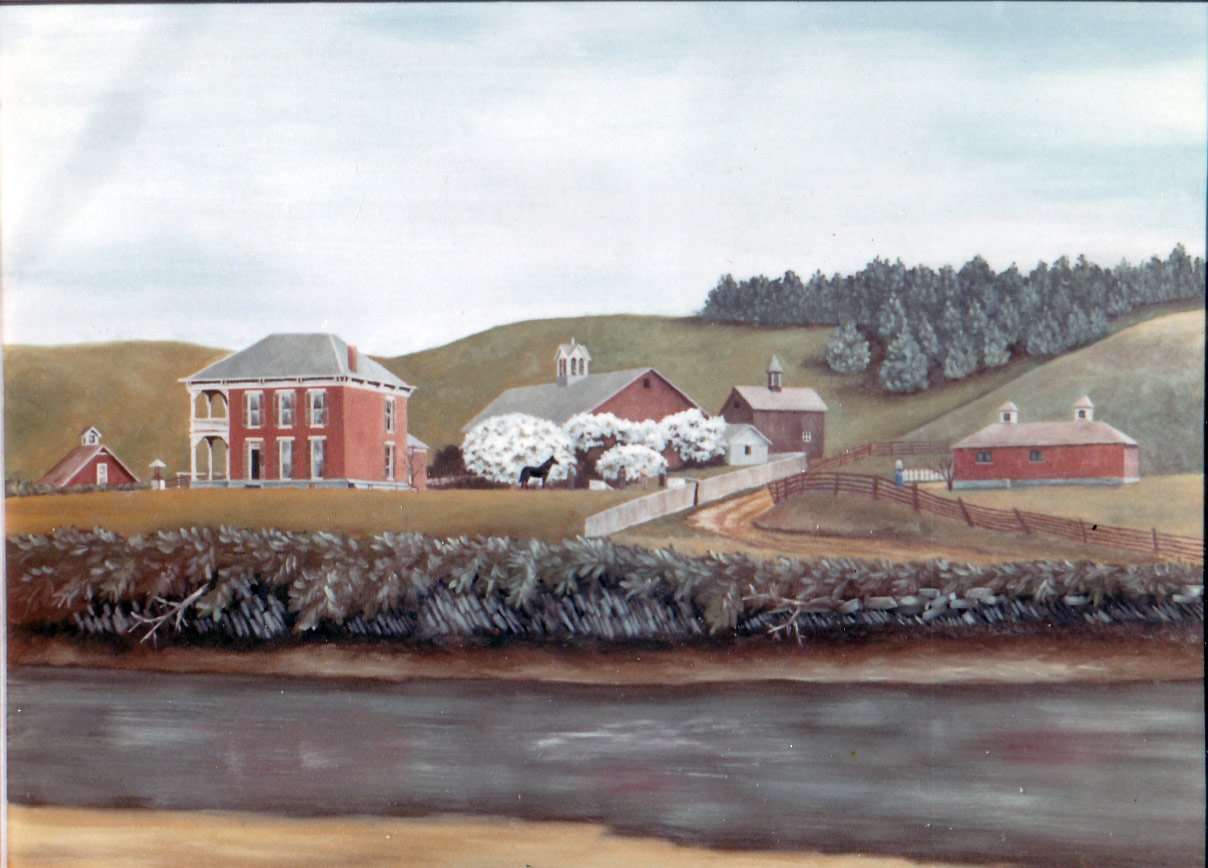
John Linsey Rand House ca. 1880.

O retrato a óleo acima foi encomendado por volta de 1880 a partir da foto original em preto e branco e ilustra o esquema de cores original da casa e dos prédios externos.

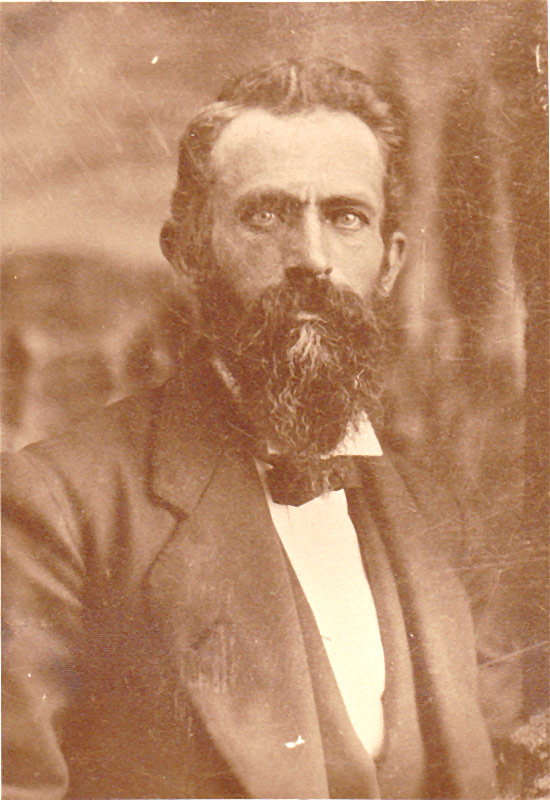
John L Rand ca. 1880

Em 28 de março de 1903, John L Rand vendeu todas as suas propriedades no condado de Ripley, Indiana, para John Paul e seu filho James, e mudou-se para uma fazenda no condado de Marion, Indiana. Ironicamente, sua próxima casa também leva seu nome e está listada no "National Register of Historic Places", a Nicholson-Rand House.